# Trans-X
Trans-X is een oorspronkelijk Canadese space disco, synthesizer en synthpop-band afkomstig uit het grotendeels Franstalige Montreal in Quebec. 
De band werd opgericht in 1981 en bestond oorspronkelijk onder meer uit zanger Pascal Languirand, zoon van Jacques Languirand, zangeres Lauri Gill en synthesizer Steve Wyatt. De naam Trans-X was geïnspireerd op de Trans Europa Express waarover het Duitse Kraftwerk in 1977 het nummer en album Trans-Europe Express had uitgebracht en Languirand het een passende naam vond voor de band.
Het meest bekend werd de band vanaf mei 1983 toen door Polydor het in 1981 uitgebrachte nummer "Living on Video", dat toen geen hit werd, opnieuw werd uitgebracht op 7 inch en 12 inch maxi vinylsingle, waarbij Lauri met de woorden "faisceau de luminière" (lichtstraal) ook in het Frans zong, maar er kwam ook een geheel Franstalige versie "Vivre sur Vidéo". 
In de videoclip speelt de band de plaat in een ruimte met verschillende tv's, videorecorders en Commodore computers en monitors. Ook is er een Roland keyboard aanwezig, die Languirand gebruikt. De clip werd gefilmd in München, Duitsland. In Nederland werd de videoclip destijds op televisie uitgezonden door de popprogramma's AVRO's Toppop, Countdown van Veronica en Popformule van de TROS.
In Nederland werd de plaat vanaf augustus 1983 veel gedraaid op Hilversum 3 en werd een hit in de destijds drie landelijke hitlijsten op de nationale publieke popzender en stond vijf weken in de Nederlandse Top 40 en bereikte een 12e positie.. In de Nationale Hitparade werd de 16e positie bereikt en in de TROS Top 50 piekte de plaat op een 11e positie. In de Europese hitlijst op Hilversum 3, de TROS Europarade, werd eveneens de 11e positie bereikt. 
In België bereikte de plaat de 13e positie in zowel de voorloper van de Vlaamse Ultratop 50 als de Vlaamse Radio 2 Top 30 in Wallonië werd géén notering behaald.
Eind 1983 verliet Steve Wyatt de band.  
In 1985 kwam er een remix versie van de plaat uit welke in het Verenigd Koninkrijk een 9e positie bereikte in de UK Singles Chart en in de Verenigde Staten een 61e positie in de Billboard Hot 100. In Nederland en België (Vlaanderen) behaalde deze versie destijds géén notering in de hitlijsten. In 1985 kwam er ook een album onder dezelfde naam als de single uit. De andere singles bereikten de hitlijsten niet. In 1988 stopte de band.
Zes jaar later, in 1994, kwam de band terug in een nieuwe bezetting met nog steeds Pascal Languirand maar Lauri Gill was vervangen door Nadia Sohaei. In 1994 kwam het nummer Living on video voor de vierde keer uit, in 2002 voor de vijfde en in 2006 voor de zesde keer. 
In 2010 bestond de band nog steeds, maar was gevestigd in Mexico en er kwam in 2011 een nieuw album uit. Ook in de jaren daarna verscheen nieuw materiaal en de band bestaat nog steeds met naast Languirand, Luis Broc, Ramón Serratos en Luana Viana de Souza.

## Discografie

### Singles
- Living on Video (1981)
- Message On The Radio (1982-1983)
- Living on Video/Vivre sur Vidéo (1983)
- 3D Dance (1983)
- Living on Video (1985)
- I Love You/Ich liebe dich (1986)
- Monkey Dance (1986)
- Maria (1988)
- Living on Video (1994)
- A New Life on Video (1995)
- To Be... Or Not To Be (1995)
- Living on Video  (2002)
- Living on Video 2K6 (2006)
- I Want To Be With You Tonight (2010).
- L.O.V. (2012).
- Fascination (2012)
- Imagination (2012)
- Into the Light (2012)

### Albums
- Living on Video (1983)
- Living on My Own (1988)
- Trans-X xcess (1995)
- The Drag-Matic (2003)
- L.O.V. (2011)
- Fascination (2012)
- Anthology (2014)
- Dreams are made of Fantasies (2020)
- Psy Energy (2021)
- Teyolia (2022)